# Histoire de Malte au Moyen Âge

## Échelle chronologique du Moyen Âge maltais
Le Moyen Âge maltais fait suite à l'Antiquité de Malte.
Pour certains auteurs, la période de 395 à 870 fait partie du Haut Moyen Âge et pour d’autres de l’Antiquité tardive. La période 455 à 533 est souvent déduite de l'histoire de la Sicile, elle n'est pas attestée dans l'histoire de Malte et mal renseignée dans l'histoire de l'empire byzantin. Avec la conquête de Malte par la dynastie Aghlabide commence une période que les historiens considèrent unanimement comme le Moyen Âge de Malte.
- 395 à 455 présence de l'empire byzantin
- 455 à 533 période barbare
  - milieu du Ve siècle : présence vandale possible
  - fin du Ve siècle à 533 : présence gothique possible
- 533 à 870 période byzantine
- 870 à 1091 période arabe
- 1091 à 1530 période féodale
  - 1091 à 1194 domination normande
  - 1194 à 1530 présence du Saint-Empire romain germanique
    - 1194 à 1266 possession des Hohenstaufen
    - 1266 à 1282 possession des Angevins
    - 1282 à 1530 possession des Aragonais

C'est la donation de l'archipel maltais par Charles Quint (héritier des possessions aragonaises) qui met fin au Moyen Âge maltais et ouvre la période de l'histoire moderne de Malte.

## Les invasions barbares: 455-533
On peut déduire d'une note de Victor de Vita que les Vandales de Genséric conquièrent Malte avec les autres îles de Méditerranée occidentales entre 455 et 476. Malte pourrait ensuite avoir été cédé à Odoacre, roi d'Italie en échange d'un tribut. Après la dernière victoire de Théodoric le Grand sur Odoacre en 493, Malte passe sans doute sous la domination des Ostrogoths. 
Ces annexions barbares ne sont déduites cependant que de faibles indices et de l'hypothèse que Malte ait suivi le sort de la Sicile. Il est également possible que l'archipel ait été épargné et soit resté dans le giron de l'empire byzantin.

## Domination byzantine: 533-870
Quoi qu'il en soit, le débarquement à Malte et Gozo du général byzantin Bélisaire en 533 ramène l'archipel sous la domination de l'Empire Romain d'Orient.
En 637, Théodore, un neveu de l'empereur de Byzance Héraclius qui avait comploté contre lui est envoyé en prison à Gaudomelete (signifiant probablement Gozo de Malte) après qu'on lui ait coupé le  nez et les mains. Une fois sur place, le dux de Gozo lui fera aussi couper un pied. Sous les Byzantins et plus tard, Malte sera régulièrement utilisée comme lieu d'exil et de prison.
Trois lettres de Grégoire le Grand, datées de 592, 598 et 599 réprimandent un certain Lucillus, premier évêque de Malte dont le nom est connu avec certitude.
Les témoignages archéologiques de cette période sont rares. Le bâtiment le plus remarquable est un baptistère chrétien à Tas-Silġ.
Pendant le VIIIe siècle, les îles maltaises vont passer de la juridiction religieuse de l'Église romaine à celle du Patriarcat de Constantinople. La date se situe probablement autour de 756, pendant la controverse iconoclaste.
Aux VIe siècle et VIIe siècle, Malte apparaît urbanisée, commerçante et assez prospère. Plus tard, l'accent semble essentiellement mis sur les défenses militaires. Un sceau du VIIIe siècle révèle la présence à Malte d'un officier byzantin de haut rang, à la fois Drougarios et Archon de Malte. L'archipel est probablement alors la base d'une importante flotte de guerre, qui lui permet de résister longtemps aux premières razzias arabes. Malte ne sera en effet conquise que pendant la dernière phase de l'invasion arabe de la Sicile, juste avant la chute de Syracuse en 878.

## Domination Arabe: 870-1091

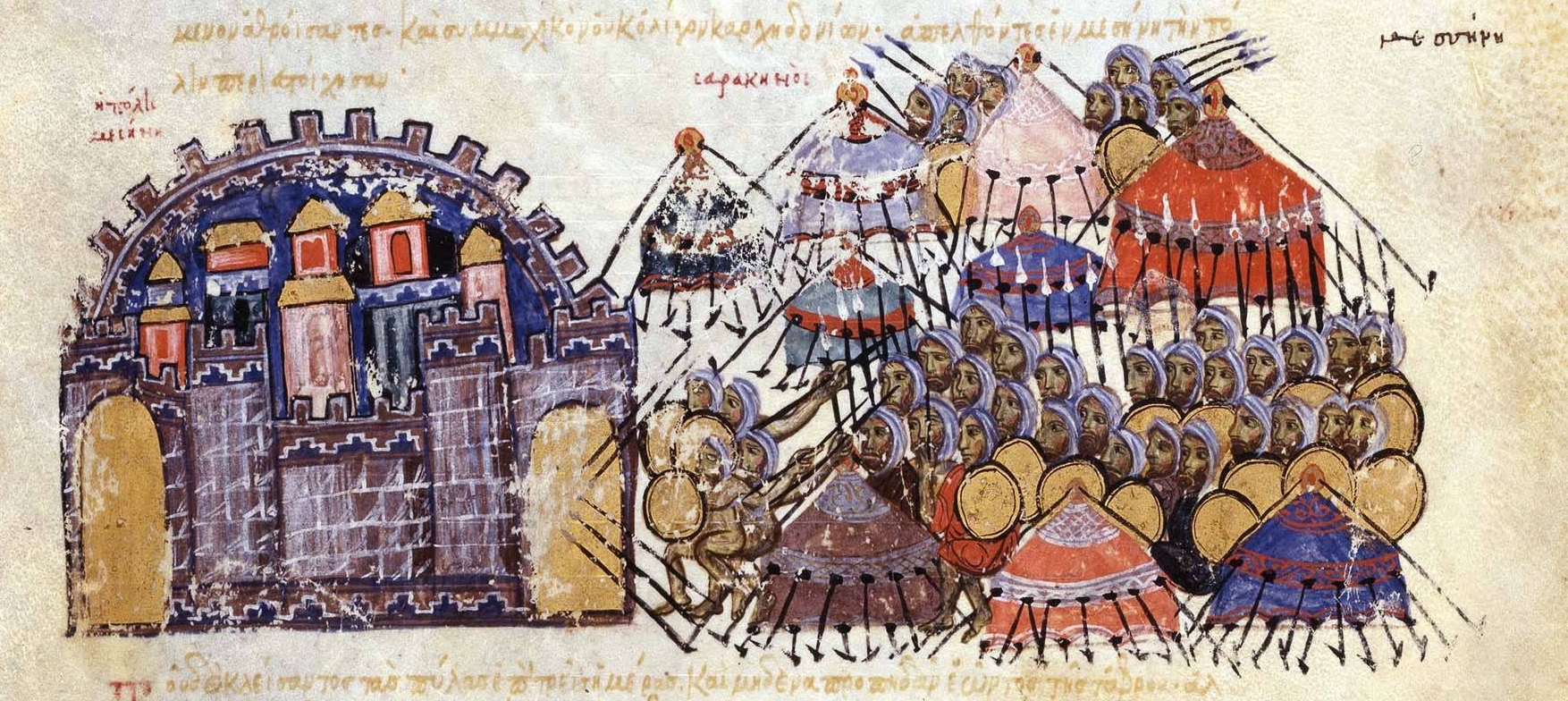
Le siège de Messine par les Arabes en 1040.

Les troupes de Abu 'l-Gharaniq Muhammad II ibn Ahmad, 8e émir Aghlabide d'Ifriqiya, conquièrent Malte le 28 août 870 ; la ville-forteresse de L-Imdina est prise et démolie.
Au-delà des victimes des combats, les conséquences démographiques de cette annexion sont controversées. Si quelques auteurs ne proposent que peu de conséquences sur la population, beaucoup d'historiens modernes retiennent pour authentiques les rapports de plusieurs historiens arabes anciens décrivant que la quasi-totalité de la population est soit tuée, soit emmenée en esclavage (« après [la conquête] de l'île, Malte est resté une ruine inhabitée »), laissant les îles maltaises presque désertes pour un siècle et demi, avec des ânes sauvages en liberté et peut-être quelques survivants subsistant en troglodytes et des marins de passage. Certaines céramiques découvertes récemment pourraient être le signe que les îles furent en effet occupées à la fin du Xe siècle et au XIe siècle.
Les recherches sur cette période sont toujours en cours ; ce qui est certain c'est que l'île est repeuplée de colons arabo-berbères et de leurs esclaves à partir de 1048. Si le parallèle est fait avec l'occupation de la Sicile, la population maltaise se partage alors entre `abid (esclaves), muwalli (convertis) et dhimmis (chrétiens libres de pratiquer leur religion contre paiement d'impôts - djizîa et kharâj). 
Vers le milieu du XIe siècle, lors d'une action des Byzantins sur Malte, les musulmans maltais proposent de libérer les esclaves et de partager leurs biens avec eux s'ils consentent à prendre les armes à leur côté pour contrer l'attaque, ce qui est effectivement fait victorieusement. Après la défaite byzantine, les musulmans autorisent même des mariages mixtes et la création de raħal, domaine terrien en pleine propriété ; c'est à la suite de cette action que se met en place la deuxième vague de colonisation. L'administration musulmane comprend un ou peut-être deux gouverneurs (caïds) qui résident dans les Mdina (villes) de l'île.
Les principaux vestiges archéologiques de la présence arabe sont des tombes musulmanes (exemple : la stèle de Maïmouna), dont la plupart d'ailleurs sont postérieures à l'arrivée des Normands en 1091.
L'occupation musulmane a installé l'arabe comme langue nationale, encore parlé aujourd'hui (le maltais en dérivant directement). Elle est aussi responsable de la plupart des toponymes du pays. Les raisons de la persistance de la langue arabe à Malte, sont toujours discutées.

## Période féodale: 1091-1530

### Domination Normande: 1091-1194

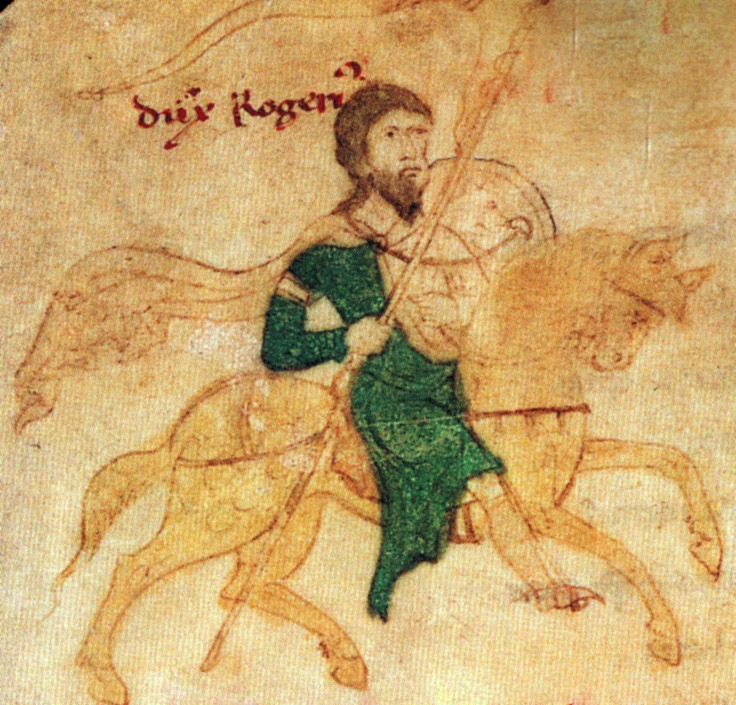
Roger II - Illustration du Liber ad honorem Augusti de Petrus de Ebulo, 1196.

De 1062 à 1091, les Normands du comte de Sicile Roger de Hauteville parviennent à conquérir la Sicile sur les musulmans. Une fois la Sicile totalement vaincue, Roger de Hauteville se tourne vers les îles maltaises, surtout pour assurer les frontières de son territoire. Son biographe officiel, Geoffroi Malaterra raconte comment, en 1091, à l'aide d'une petite troupe, il vainc facilement la garnison musulmane à Malte, puis à Gozo. Il impose alors un tribut annuel à payer par les musulmans et la libération des esclaves chrétiens. Quand on leur laisse le choix, ces derniers décident de rentrer dans leur patrie et refusent de rester à Malte. Aucune évangélisation n'est organisée, aucune conversion forcée, conformément à la tolérance religieuse des Normands de Sicile. Paradoxalement, cette conquête chrétienne facile ancrera plus encore l'archipel dans le monde musulman en faisant partir les quelques chrétiens prisonniers des îles,. La plupart des tombes musulmanes mises au jour sont en effet postérieures à 1091 (visibles au Musée d'archéologie de Gozo). Plusieurs poètes musulmans vivent à Malte à cette période. L'île est alors assez riche, en témoignent la présence d'esclaves chrétiens non maltais et des trésors de pièces d'or arabes qui ont été mis au jour.
Il semble que la domination nominale des Normands sur Malte se soit rapidement effritée, ou que le tribut annuel ait cessé d'être versé. Roger II de Sicile, le fils de Roger de Hauteville, doit en effet conquérir à nouveau les îles en 1127. Une garnison chrétienne est alors probablement laissée sur place. La christianisation des îles commence réellement mais à un rythme très lent ; les visiteurs latins (dont Burchard, l'évêque de Strasbourg en 1175) décrivent les îles comme totalement musulmanes. Un poète inconnu, exilé sur l'archipel entre 1135 et 1151, écrit en grec qu'il est entouré et maltraité par des musulmans. Contrairement à la Sicile, l'influence normande ne sera que très faible à Malte, même si elle a alimenté quelques mythes comme la couleur du drapeau maltais ou la présence de bâtiments normands à L-Imdina,. Le roi de Sicile continuera de protéger les communautés de l'archipel : en 1154, le meurtre d'un Maltais musulman sera durement puni par une forte amende imposée à la communauté chrétienne. La punition ne sera levée qu'en novembre 1198 par Constance de Hauteville qui veut ainsi récompenser la fidélité maltaise pendant les troubles qui contestèrent son autorité.

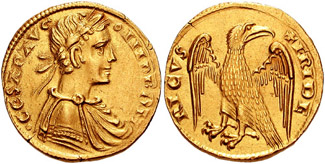
L'empereur Frédéric II

À la fin de la période normande commence une pratique qui sera régulièrement répétée durant toute la période féodale : la nomination de comtes et marquis de Malte en récompenses de services rendus à la couronne de Sicile. La plupart ne seront pas résidents et se contenteront de soutirer le plus d'impôts possibles aux habitants. Les Maltais n'auront alors de cesse que de demander à Palerme leur rattachement au domaine royal, ce qui leur fut plusieurs fois accordé avant d'être plus tard annulé. Le premier de ces comtes fut Margaritus de Brindisi, aventurier génois, dernier Grand Amiral (Emmiratus Emmiratorum) du royaume siculo-normand, nommé comte de Malte en 1192 par le roi Tancrède de Sicile.

### Sous les Hohenstaufen: 1194-1266
Après la brutale prise de pouvoir en Sicile de l'empereur Henri VI du Saint-Empire en 1194, les îles maltaises passent sous la domination de la famille des Hohenstaufen. De 1197 à 1250, le long règne de Frédéric II de Hohenstaufen va avoir une profonde influence sur le destin de Malte, la faisant définitivement basculer dans la chrétienté.
Dès 1194, Margaritus de Brindisi est remplacé par Guglielmo Grasso comme Comte de Malte. Ce dernier, un pirate génois, fut très impopulaire auprès des Maltais qui demandent et obtiennent en 1198 la réintégration des îles dans le domaine royal sicilien. Cette mesure n'aura cependant que peu d'effet tant l'emprise des comtes génois est importante sur l'archipel. Ils obtiennent même en 1212 le droit de frapper monnaie. Le gendre de Guglielmo Grasso, Enrico Pescatore, lui succède en 1203. Il fait de Malte une base de corsaires indépendante, attaquant Pise en 1204, Tripoli (Syrie) en 1205 et la Crète en 1206. Il est nommé Amiral de Sicile en 1221 avant de tomber en disgrâce.

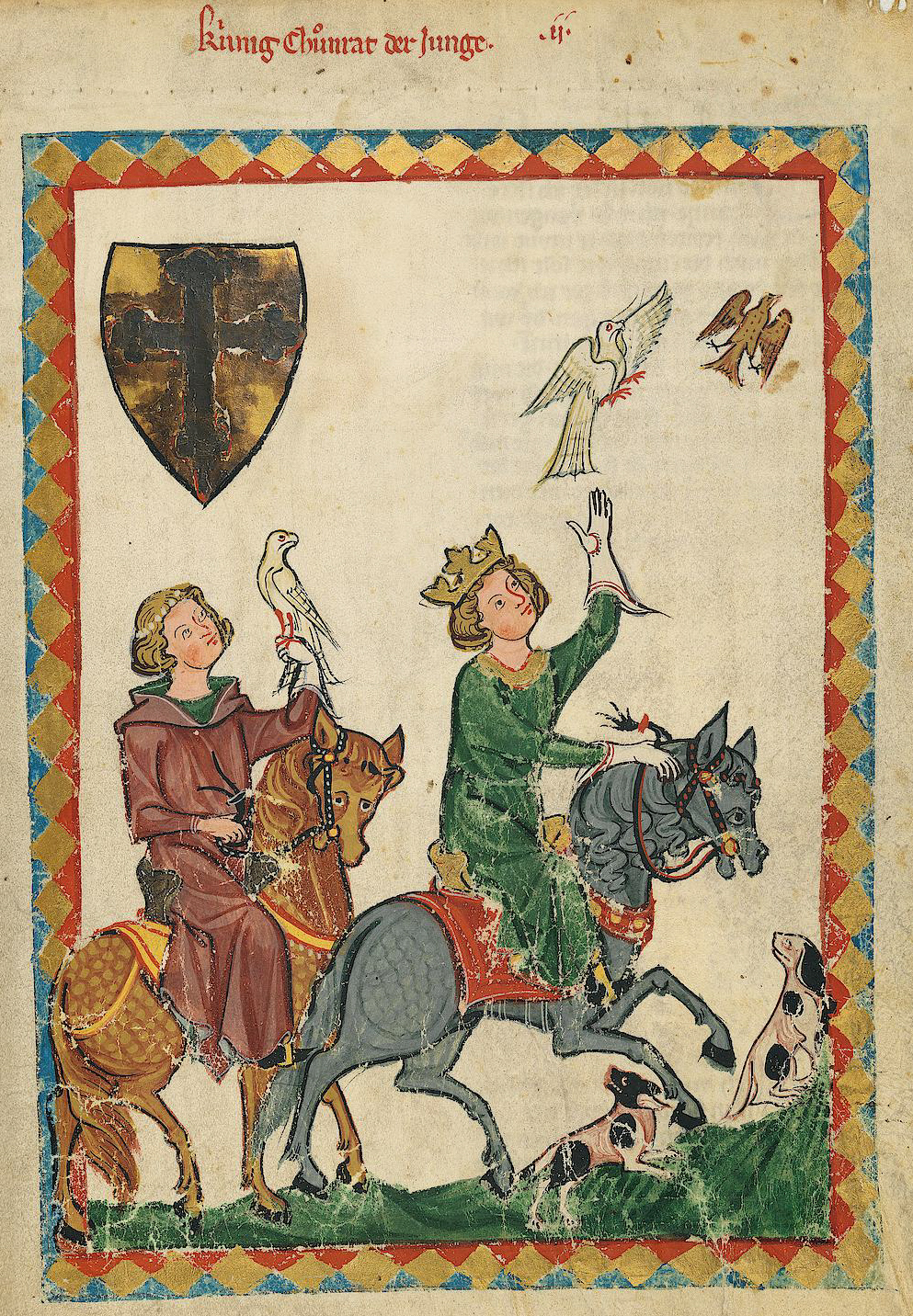
Conradin s'adonnant à la fauconnerie (tiré du codex Manesse)

Après 1220 (et son élection comme Empereur romain germanique), le pouvoir de Frédéric II se fait de plus en plus centralisateur. Les successeurs de Enrico Pescatore gardent le titre de Comte de Malte mais le pouvoir réel est dans les mains d'un gouverneur royal ou d'un procureur, nommé par l'empereur. De 1235 à 1240, Paolino de Malte administre le pays avec notamment la charge de veiller sur la ferme royale de chameaux ainsi que sur les précieux faucons de Frédéric II. De cette époque date la première mention du Castrum Maris (le château de la mer), bâti sur l'emplacement de l'actuel Fort Sant Angelo (commune de Il-Birgu) dans le grand port. Le Castrum Maris deviendra le fort de la garnison royale qui défendra Malte contre les attaques des pirates et des musulmans. Principale base militaire de l'île, le fort influencera les futurs Hospitaliers de l'ordre de Saint-Jean de Jérusalem à Malte pour le choix de leur capitale fortifiée.
Devenu « Roi des Romains », Frédéric II de Hohenstaufen doit donner des gages à la papauté et met un terme à une longue tradition de tolérance religieuse en Sicile. Les guerres contre les musulmans de Sicile commencent dès 1220.
En 1224, la population de Celano se dresse contre l'autorité de Frédéric II de Hohenstaufen. Ayant maté la révolte, l'empereur fait exiler en Sicile et à Malte une partie des hommes de la ville. Plusieurs années plus tard et sur l'intercession du pape Honorius III, ils seront finalement autorisés à rejoindre leur ville. Il existe de nombreuses spéculations sur l'installation possible de rebelles de Celano dans l'archipel.
Vers 1241, le gouverneur de Malte est Giliberto Abate. Son rapport à la cour de Palerme nous révèle une garnison de 220 soldats dont 35 marins. Une administration locale garde une certaine autonomie. L'esclavagisme est institutionnalisé. L'agriculture est assez simple avec de la production de céréale, des pâturages, et du coton qui est exporté. Abate envoie également les résultats d'un recensement fiscal comptant 1119 foyers fiscaux sur l'archipel (les esclaves et les pauvres ne sont sans doute pas dénombrés)  :
|       | Chrétiens | Musulmans | Juifs | TOTAL |
| ----- | --------- | --------- | ----- | ----- |
| Malte | 47        | 681       | 25    | 753   |
| Gozo  | 203       | 155       | 8     | 366   |
| TOTAL | 250       | 836       | 33    | 1119  |

Ces chiffres ont été longuement commentés, en particulier le déséquilibre notable entre la proportion des Chrétiens à Malte et à Gozo (Il a même été proposé qu'au lieu de 47 il faille lire 1047). Les prenant tels quels, ils montrent une christianisation encore très minoritaire, sauf à Gozo, fortement évangélisée. Le total de la population à l'époque pourrait être comprise entre 5 000 et 10 000 habitants.
Entre 1245 et 1249, Frédéric II accroit ses pressions sur les musulmans. Ils doivent soit quitter le territoire sicilien, soit se convertir. Certains sont envoyés former une colonie musulmanes à Lucera qui formera une enclave musulmane pendant 75 ans avant d'être saccagée par les troupes angevines. C'est de cette époque que date une importante émigration de colons chrétiens (principalement italiens) qui remplaceront les musulmans en Sicile et dans les îles maltaises. Ces nouveaux arrivants (en comptant également les exilés de Celano de 1223, les soldats de la garnison depuis 1240 et l'arrivée de familles nobles siciliennes entre 1372 et 1450) vont restructurer la société maltaise vers une identité  profondément chrétienne et principalement d'origine italienne. Les récentes recherches génétiques sur les haplogroupes du chromosome Y montrent que les Maltais descendent principalement de populations de Sicile et d'Italie du Sud (ainsi qu'un apport grec plus faible).
Sous le règne de Manfred, pour protester contre l'exploitation de leurs îles et sous l'influence des génois, des maltais se rebellent contre la puissance impériale allemande. En conséquence, toutes les terres et revenus du vieux comte Henri Pescatore passent à son fils Nicoloso.
À la mort de Frédéric II en 1250, la puissance des Hohenstaufen décroit jusqu'à la défaite de Manfred à la Bataille de Bénévent le 26 février 1266 et l'exécution de Conradin le 29 octobre 1268 à Naples sur les ordres de Charles d'Anjou qui prend le pouvoir en Sicile.

### Sous les Angevins: 1266-1282
La nouvelle domination angevine se matérialise par un capitaine ou "châtelain" qui commande à Malte une garnison de 150 soldats français. 
La population est alors regroupée en petits villages où le bois restait rare. Ils habitent dans des maisons creusées dans le roc ou dans des cabanes de pierres au toit de paille. En 1271, le gouvernement de Palerme ordonne d'utiliser les terres laissées en friche par le départ des musulmans.  En 1279, une liste de noms de famille révèle une importante immigration sicilienne, au côté de noms sémitiques, vraisemblablement indigènes. La christianisation se renforce, avec la construction probable des premières cathédrales et églises.
Malte reste soumise à la piraterie musulmane mais aussi chrétienne, avec notamment des pirates génois qui saccagent Gozo en 1274.
Les français introduisent à Malte un contrôle administratif nouveau et très élaboré. La pression fiscale sur les îles augmente, provoquant une résistance très vive contre l'impôt royal en 1277. C'est sans doute pourquoi les Maltais soutiennent la révolte des Vêpres siciliennes en 1282. Il est même possible que les îles aient été un lieu de rencontre des comploteurs. Malgré ce soutien populaire, la garnison française se maintient jusqu'en 1284 à Malte avant d'être chassée par les Aragonais.

### Domination Aragonaise: 1282-1530

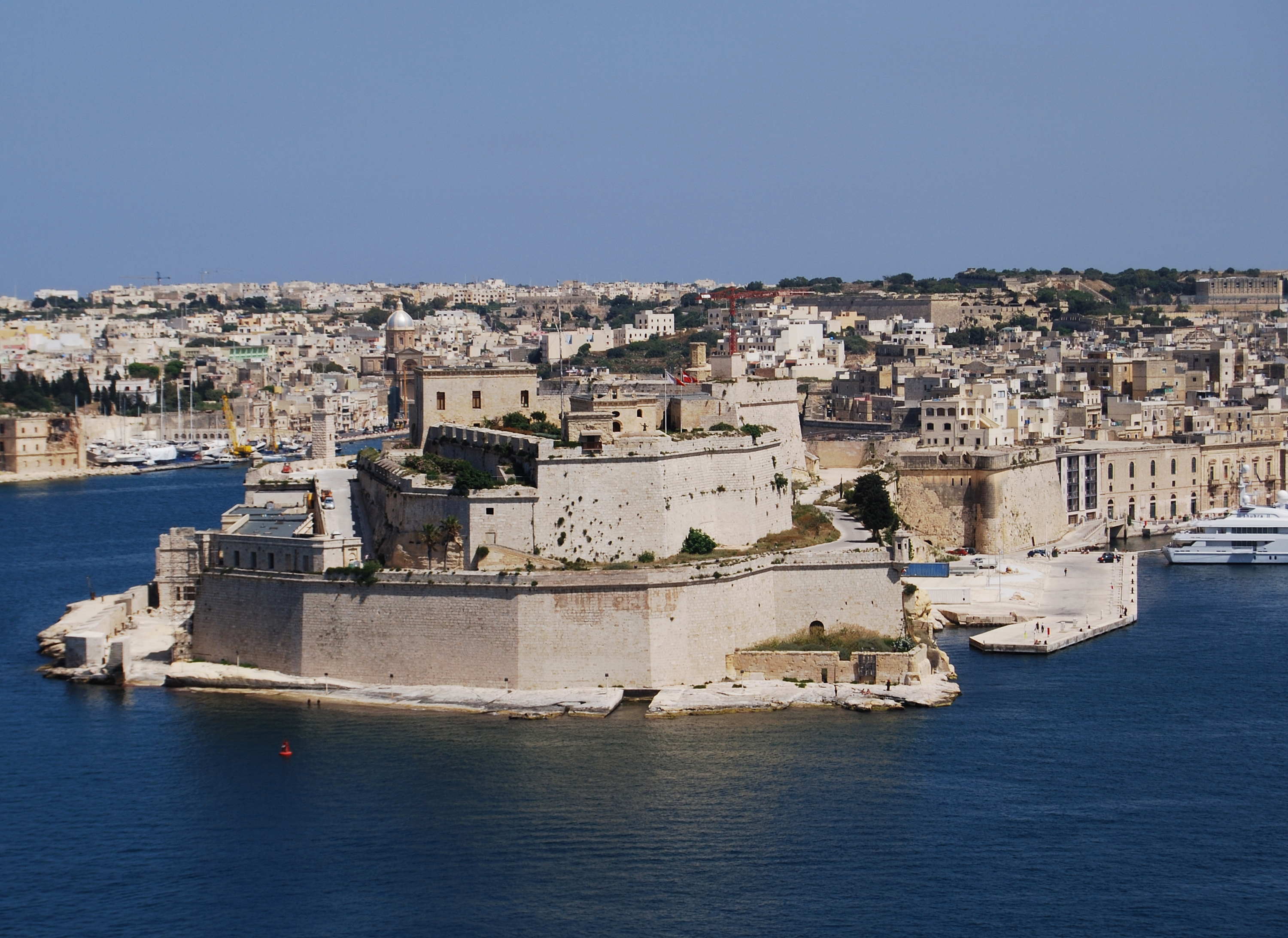
Fort Sant'Angelo (Castrum maris) à Il-Birgu

En mars 1282, la révolte des Vêpres siciliennes voit le soulèvement des Siciliens et le massacre des Français de Sicile. Le roi d'Aragon, Pierre III prend alors le pouvoir, mais les combats vont se poursuivre encore de nombreux mois. Les Maltais, mécontent de la lourde imposition française, accueillent favorablement les Aragonais. Cependant, la garnison française tient bon dans le Castrum Maris et en 1283, une flotte provenço-angevine part même de Marseille pour la soutenir. Le danger pour les Aragonais est écarté le 8 juillet 1283 après la décisive Bataille de Malte où la flotte du grand amiral Roger de Lauria remporte la victoire  sur les navires français dirigés par les amiraux Barthélemy Bonvin et Guillaume Cornut (Ce dernier est tué lors des combats). 300 soldats catalans sont laissés en poste à Malte, mais la garnison française retranchée dans le Castrum Maris ne tombera qu'en 1284.
Comme leurs prédécesseurs, les souverains aragonais confient Malte en fief à leurs favoris, et de nouveaux les Maltais demandent souvent et obtinrent parfois le rattachement "à perpétuité" des îles au domaine royal. De nombreux comtes ou Marquis de Malte se succèdent et s'affrontent souvent avec la population et parfois le pouvoir royal : le génois Andreas de Malte nommé vers 1292, Guglielmo Raimondo Moncada en 1300, Pierre Frédéric d'Aragon  en 1349, Guido Ventimiglia di Geraci en 1360... Il faut aussi parfois l'intervention des troupes royales pour contrôler des révoltes ou faire plier les capitaines de Malte, chefs de la garnison, comme Giacomo de Pellegrino en 1372 ou Jean-Frédéric d'Aragon en 1376.
Le pouvoir de l'Università maltaise se renforce. Cette institution maltaise originale n'a rien à voir avec un établissement d'enseignement, il s'agit d'une assemblée représentant l'universalité des habitants. À partir de 1350, deux Universitas cohabiteront, une à Malte, l'autre à Gozo. Elle veillait au respect des immunités et privilèges et rédigeait les doléances au souverain. Elle élisait des fonctionnaires dont certains devaient être maltais, mais surtout elle veillait à l'achat des grains et leur répartition entre tous. Elle fonctionnait un peu comme une coopérative pour éviter les famines. 
L'archipel semble assez prospère, en 1394 un voyageur décrit des îles habitées de 4 000 personnes à Malte et 400 à Gozo, avec une production de coton, de vin, de cumin et de viande. La vie quotidienne ne devait pourtant pas être facile et le peuple devait supporter les mauvaises récoltes, les fonctionnaires corrompus, les impôts souvent excessifs, les épidémies, les invasions et aussi le coût du rachat de milliers de Maltais enlevés par les pirates arabes. 
L'Insurrection maltaise de 1425-1428 voit la population se rebeller contre leur seigneur et obtenir du roi d'Aragon une autonomie politique qui durera jusqu'en 1530.
Au XVe siècle, la production agricole locale peine à nourrir toute la population. Une importation de graine est nécessaire environ une année sur trois. Les échanges avec la Sicile s'intensifient ; toute une activité de cabotage se met en place. Les échanges maritimes se développent même avec l'Afrique du Nord, Tunis et la Tripolitaine, mais il faut alors s'exposer aux corsaires musulmans.
Le 31 mars 1492, le Décret de l'Alhambra signé par les Rois catholiques expulse les Juifs de tous les territoires de la couronne espagnole, Sicile et Malte comprise. Certains juifs choisissent de se convertir au Christianisme et restent sur l'archipel.
Tout au long de cette période, les îles maltaises apparaissent de plus en plus exposées aux attaques maghrébines et turques. En 1429 par exemple, une razzia des Tunisiens hafsides enlève 3000 prisonniers. Il faut mettre en place une défense qui coûte très cher à l'île et à la couronne. La tentation est grande pour les rois de Sicile de se décharger de ce poids financier et humain en "privatisant" l'île en la confiant à des comtes ou capitaines peu scrupuleux, d'une manière analogue à l'île de Pantelleria. Malte devient ainsi une base de corsaires, assurée contre rémunération de la protection des autorités de l'archipel. Les attaques et contre-attaques se multiplient avec les musulmans. Malte devient ainsi actrice et victime de l'insécurité maritime dans la Méditerranée du XVe siècle. Si la course peut être rentable à certains chanceux, c'est aussi une activité épuisante pour le pays qui voit ainsi partir en mer une bonne partie de sa main d’œuvre. Au cours du XVe siècle et au début du XVIe siècle, la puissance Ottomane fait peser une nouvelle menace musulmane sur les îles. Une première attaque a lieu dans le Grand Port, à Il-Birgu en 1488. Mosta est saccagée en 1526. C'est dans ce contexte que Charles Quint offre en 1530, pour un salaire symbolique d'un faucon par an, la jouissance, mais aussi la défense des îles maltaises aux Hospitaliers de l'ordre de Saint-Jean de Jérusalem.